# 야마자키 류지
야마자키 류지는 더 킹 오브 파이터즈의 등장인물이다.

## 캐릭터 설정
원래 아랑전설 3에서는 깡패 두목이었다. 그러나 더 킹 오브 파이터즈에서는 오로치 팔걸집으로 나온다. 이는  제작자가 마감기한 촉박으로 급히 오로치 팔걸집으로  설정을 넣은것이다 다른 팔걸집 캐릭터도 마찬가지이다.

## 아랑전설
어렸을 시절의 야마자키 류지는 일본의 오키나와 제도의 오키나와에서 태어났다. 부모님이 없어서 고아원에서 자랐다. 13살 때, 고아원에서 나갔다. 그 후 야마자키 류지는 길거리에 돌아다니며 깡패짓을 하다가 야쿠자의 간부인 소리마치에게 패한 후 소리마치를 따라 야쿠자에 들어갔다. 그러나 조직의 보스는 소리마치를 죽이고 화가 난 야마자키 류지는 보스를 죽인다. 그러다가 진숭수, 진숭뢰를 만나 진의 비전서를 얻기 위해 사우스타운으로 향한다. 그러다가 테리 보가드에게 패하고 홍푸에게 붙잡히지만 운좋게 빠져나온다.

## 더 킹 오브 파이터즈
빌리 칸, 블루 마리와 같은 팀으로 나오며 오로치 팔걸집의 일원으로 등장한다. 다른 팔걸집과 다르게 오로치의 힘을 거의 갖고 있지 않으며 각성 버전 역시 없다.
KOF98UM에서는 일반 야마자키와 우라 야마자키가 존재하는데 우라 야마자키의 초필살기 중 드릴의 마지막 단계에서는 배로갚기에서 사용하는 장풍을 난사한다. 따라서 야마자키 류지는 원래 장풍을 사용할 줄 알지만 일부러 사용하지 않으며 상대방이 장풍으로 공격하면 그걸 없애고 자신의 장풍을 발사하는 방식으로 사용한다.

## 오로치 팔걸집
- 게닛츠
- 나나카세 야시로
- 쉘미
- 크리스
- 야마자키 류지
- 가이델
- 매츄어
- 바이스